# Религия в Объединённых Арабских Эмиратах
Религиозная идентификация в ОАЭ на 2020 год
 Мусульмане (74,5 %) Христиане (12,9 %) Индуисты (6,2 %) Буддисты (3,2 %) Другие (1,9 %) Агностики (1,3 %)
По свободе вероисповедания в ОАЭ, государственная религия - Ислам. В 2005 году, мусульман было 100%, но за 2020 год, Ислам снизился до 74,5%..

## Авраамические религии

### Ислам
Ислам - крупнейшая религия в стране. Примерно, 90% мусульман - сунниты, и 5-10% - шииты, и вместе Ислам в ОАЭ составляет 74,5%. Образовался Ислам на территории ОАЭ, примерно в 632 году.

#### Сунниты
Федеральное главное управление по делам ислама и пожертвованиям курирует управление суннитскими мечетями, за исключением Дубая, где ими управляет Департамент исламских дел и благотворительной деятельности Дубая. Вакф еженедельно распространяет среди суннитских имамов руководство относительно тем и содержания хутбы с опубликованным сценарием, который каждую неделю размещается на его веб-сайте. Вакуфы применяли трехуровневую систему, в которой младшие имамы внимательно следовали сценарию хутбы вакуфов; имамы среднего звена готовили проповеди в соответствии с темой или предметом, выбранными властями вакафов; а старшие имамы имели возможность самостоятельно выбирать тему для своей хутбы.

#### Шииты
Совет по делам Джафари управляет делами шиитов на всей территории страны, включая надзор за мечетями и благотворительными фондами. Совет также издает дополнительные инструкции относительно проповедей в шиитских мечетях. Правительство не назначает религиозных лидеров шиитских мечетей. Приверженцы шиитов поклоняются и содержат свои собственные мечети, а правительство считает шиитские мечети частными. Однако шиитские мечети имеют право на получение финансирования от правительства по запросу. Правительство разрешает шиитским мечетям транслировать шиитский азан со своих минаретов. Правительство разрешает мусульманам-шиитам соблюдать Ашуру на частных собраниях, но не на публичных митингах.

#### Прочее
Для мусульман шариат является основным источником законодательства. Однако судебная система допускает применение различных типов законов в зависимости от конкретного случая. Шариат формирует основу для судебных решений по большинству вопросов семейного права для мусульман, таких как брак и развод, а также наследование для мусульман. Однако в случае немусульман или неграждан применяются законы их родной страны, а не шариат.
Обращение в ислам рассматривается положительно, хотя переход из ислама в другие религии не признается и глубоко не поощряется. Мужчины-мусульмане могут жениться на женщинах-немусульманках, которые являются людьми Книги, но мусульманкам не разрешается выходить замуж за мужчин-немусульман, если мужчина не примет ислам; такие браки не признаются законом.